# OVS 1B
OVS 1B, auch Zhuhai-1 01B oder CAS-4B, ist der zweite Satellit der kommerziellen chinesischen Erdbeobachtungskonstellation
Zhuhai-1. Betreiber der Konstellation ist das Unternehmen Zhuhai Orbita Control Engineering Co. Ltd. in der südchinesischen Provinz Guangdong. Der Satellit trägt zusätzlich auch eine Amateurfunknutzlast.

## Funktion
OVS 1B dient dazu, hochauflösende Videos aus der Umlaufbahn aufzuzeichnen. Die räumliche Auflösung der Videos beträgt 1,98 m bei einer mittleren Bahnhöhe von 530 km. Die Abdeckung umfasst eine Fläche von 8,1 km × 6,1 km.
Die Amateurfunknutzlast CAS-4B wurde von der chinesischen Amateurfunksatellitengruppe, der CAMSAT entwickelt. CAS steht für chinesischer Amateurfunk-Satellit. Die Amateurfunknutzlast besteht aus einem U/V-Lineartransponder, einer CW-Telemetriebake und einem digitalen Telemetriekanal.

## Mission
Der Satellit wurde am 15. Juni 2017 auf einer Langer-Marsch-4-Trägerrakete vom Kosmodrom Jiuquan in China gemeinsam mit HXMT, OVS 1A und ÑuSat 3 gestartet. Im Oktober 2017 wurde der Linear-Transponder aktiviert.

## Frequenzen
Die Frequenzen der Hauptnutzlast sind nicht bekannt. Folgende Frequenzen für die Amateurfunknutzlast mit dem Rufzeichen BJ1SL wurden von der International Amateur Radio Union koordiniert:
- 435,270 MHz – 435,290 MHz: Uplink LSB
- 145,935 MHz – 145,915 MHz: Downlink USB (Leistung 20 dBm)
- 145,910 MHz: CW-Bake (Leistung 17 dBm)
- 145,890 MHz: digitale Telemetrie 4k8 GMSK